# Mogilev
Mogilev, Mohylev, případně Mahiljov či Mahiljoŭ (bělorusky Магілёў, rusky Могилёв, Mogiljov; ukrajinsky Могилів; polsky Mohylew) je město ve východním Bělorusku na řece Dněpr. Mogilev je třetím největším městem v zemi a střediskem Mohylevské oblasti. Žije zde přibližně 353 tisíc obyvatel.

## Historie
Město bylo založeno roku 1267. Od 14. století náleželo litevskému velkoknížectví, resp. Polsku. Po 1. dělení Polska (1772) se stalo součástí Ruského impéria a centrem Mohylevské gubernie. V letech 1916–1917 zde byl hlavní štáb ruských armád, bojujících v první světové válce, který v otázce československých legií navštívil po bitvě u Zborova T. G. Masaryk. V letech 1941–1944 bylo okupováno německými vojsky. Po druhé světové válce se zde výrazně rozvinul průmysl, zejména výroba automobilů, traktorů, jeřábů a chemikálií. Mogilev je také důležitou železniční stanicí na trati Petrohrad–Homel–Kyjev. Na severozápadním okraji města je mezinárodní letiště Mogilev.
Nejvýznamnější památkou je barokní chrám sv. Stanislava z poloviny 18. století. V Mogilevě se narodil fyzik Leonid Isaakovič Mandelštam a matematik Issai Schur.

## Partnerská města
- Bardejov, Slovensko
- Denizli, Turecko
- Gabrovo, Bulharsko
- Kragujevac, Srbsko
- Villeurbanne, Francie